# Siegfried Schott
Siegfried Schott (né le 20 août 1897 à Berlin et mort le 29 octobre 1971 à Innsbruck) est un égyptologue, peintre et graveur allemand.

## Biographie
Siegfried Schott est mobilisé durant la Première Guerre mondiale. Il passe près de quatre ans prisonnier en France.
Au début des années 1920, il travaille comme peintre, graphiste et poète et publie dans la revue d'art expressionniste hambourgeoise Kündung. Le Museum of Modern Art de New York possède des gravures sur bois de l'artiste de cette période. En 1923, il publie un volume de poésie. Sous le nazisme, dans le cadre de la campagne « Art dégénéré », sept de ses tableaux furent confisqués à l'Université hanséatique des beaux-arts en 1937 et quatre d'entre eux furent présentés dans l'exposition itinérante Entartete Kunst en 1938, à Düsseldorf, Hambourg et Francfort.
Siegfried Schott étudie l'égyptologie à l'université de Heidelberg où il obtient le doctorat en 1926 avec sa thèse intitulée Untersuchungen zur Schriftgeschichte der Pyramidentexte (« Recherches sur l'histoire des textes des pyramides »). Puis, il est nommé assistant au musée archéologique de Berlin puis à l'institut archéologique allemand du Caire de 1929 à 1931. De 1931 à 1937, il travaille à Louxor comme épigraphiste pour l'institut oriental de Chicago. En 1938, à la suite du renvoi d'Hermann Ranke, Schott devient chargé de cours à Göttingen, d'abord en tant que maître de conférences (de 1938 à 1943) puis comme professeur extraordinaire (de 1943 à 1945). Son activité à Heidelberg fut toutefois interrompu de 1939 à 1942 lorsqu'il est envoyé en Afrique du Nord par l'armée. Après 1945, il est démis de ses fonctions en raison de son appartenance à différentes organisations nazies (il était notamment membre du NSDAP depuis le 1er novembre 1942). De 1952 à 1957, il sera professeur extraordinaire d'égyptologie, puis, de 1957 à 1966, professeur ordinaire à l'université de Göttingen.